# Славянка (Приморский край)
Славя́нка — посёлок городского типа на юге Приморского края, административный центр Хасанского района и Славянского городского поселения.

## Географическое положение

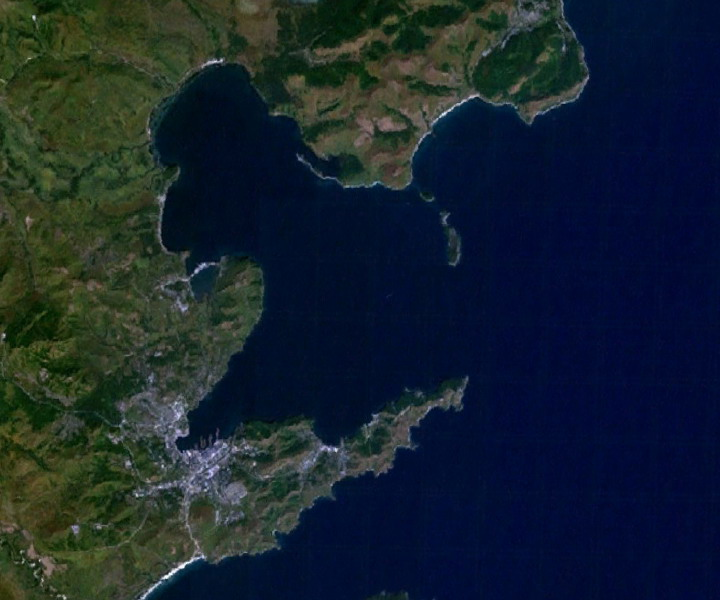
Славянка на берегу одноимённого залива (на юге), вид из космоса.

Посёлок Славянка расположен на берегу одноимённой бухты Славянка (прежнее наименование Туламу) Славянского залива, внутреннего залива Петра Великого.
Посёлок состоит из четырёх районов: исторически сложившийся одноэтажный посёлок довоенной и ранней послевоенной постройки — Старая Славянка, Новая Славянка, посёлок городского типа, построенный в 1968—1976 годах как селитебная зона Славянского судоремонтного завода и отдельно стоящих посёлков Нерпа (рыбколхоз «Нерпа», сегодня микрорайон Славянка-3) и Наездник (р/к «Рыбак», сегодня микрорайон Славянка-4). Средняя высота над уровнем моря центральной части посёлка составляет 4 м, максимальная — 177 м.
В состав Славянского городского поселения входят также населённые пункты: железнодорожные станции Бамбурово и Рязановка, маяк Бюссе и база Круглая.
От Славянки до автодороги Раздольное — Хасан 7 км. Посёлок в настоящее время связан регулярными автобусными маршрутами с Владивостоком (4 маршрута), Уссурийском (1 маршрут) и населёнными пунктами Хасанского района, а также с приграничным китайским городом Хуньчунь.
Расстояние до Владивостока по автодороге составляет 199 км, по морю — 52 км.
До 2012 года во Владивосток круглогодично ходил автомобильный морской паром, летом выполнялись рейсы на скоростных теплоходах «Комета».
С 2012 года морское сообщение с Владивостоком осуществляется только в период летней навигации 60-местным катером «Лотос» частной компании ООО «Танира» (бывшая паромная переправа Владивосток — Славянка). Сообщение с краевым центром Владивостоком теперь преимущественно автомобильное.
В посёлке расположена грузовая железнодорожная станция Блюхер, связанная с линией Барановский — Хасан. Пассажирское железнодорожное сообщение только от станции Бамбурово (поезд Уссурийск — Хасан).

## История

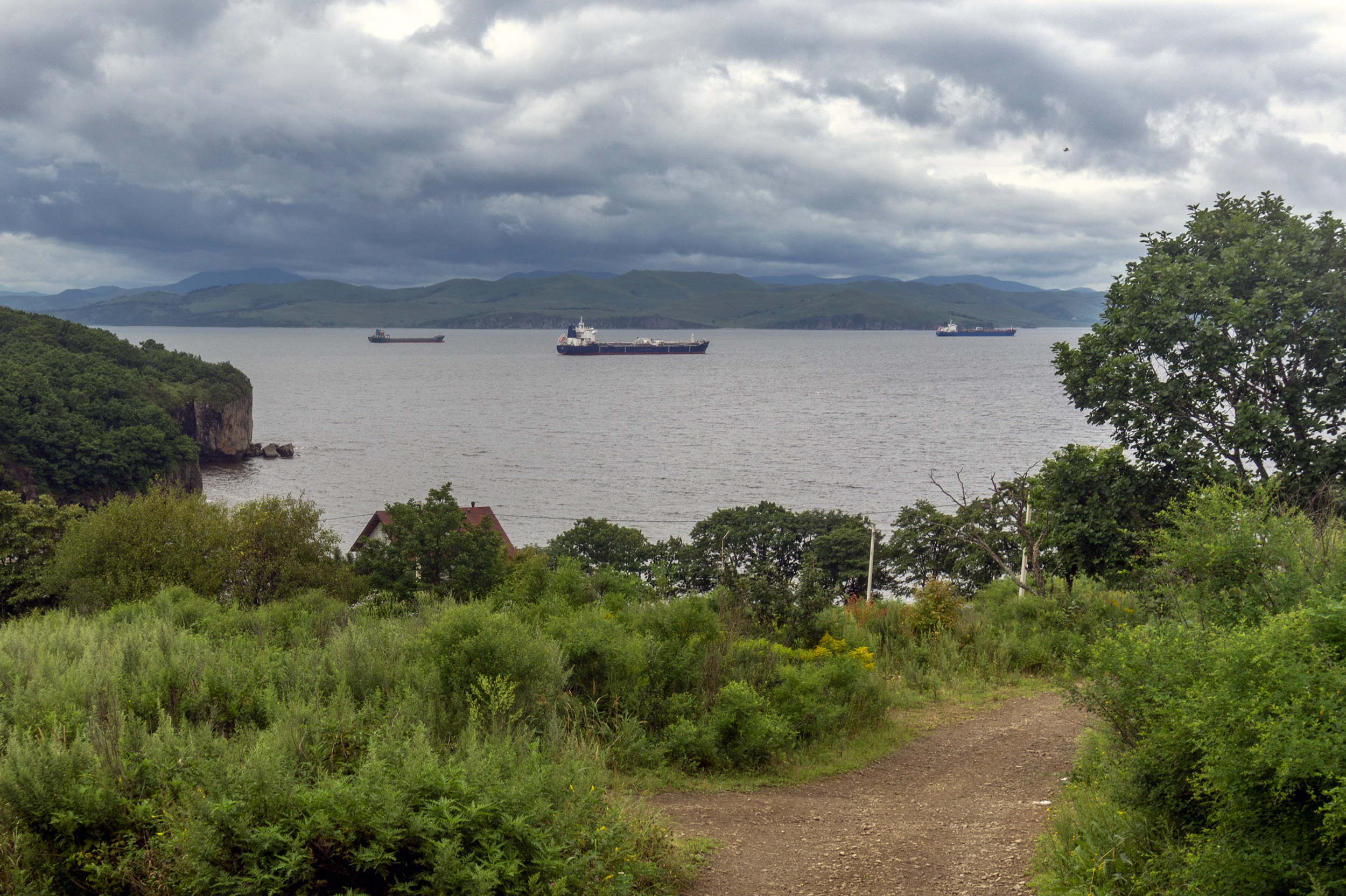
Бухта Нерпа Славянского залива

Славянский залив был впервые нанесён на английские карты в 1855 году под названием англ. Port Bruce, поэтому в различных журналах того времени можно встретить такие варианты как «порт Брюс», «гавань Брюс» или «залив Брюс».
В 1860 году в путевых заметках писателя Павла Максимовича, сопровождавшего адмирала Петра Казакевича при обходе бухт новоприсоединённого края на пароходо-корвете «Америка», на берегах бухты Туламу (ныне Славянка — внутренняя бухта Славянского залива) упоминается «деревенька аборигенов» (sic!) и водопады (Падь Водопадная).
Образование русского военного поста Славянка (впоследствии — урочище и посёлок) связано с освоением русскими побережья Южно-Уссурийского края («Славянского берега») в 1860-е годы. После Крымской войны, новый император России Александр II изменил направление внешней политики и принял к реализации план генерал-губернатора Восточной Сибири графа Николая Муравьёва (впоследствии — Амурского) по присоединению к России Амурского края. В результате длительных переговоров с правительством империи Цин в 1858—1860 годах были подписаны Айгунский, Тяньцзиньский и Пекинский договоры, устанавливающие государственную границу между двумя державами в Приморье — Россией и Цинским Китаем. Граница проходила по реке Уссури, через озеро Ханка и далее до моря, по горному хребту и рекам Суйфун и Тумен-Ула.
В 1860 году капитаном 1-го ранга Иваном Лихачёвым, ещё до окончания официальных переговоров с правителями империи Цин, был самоуправно основан пост Новгородский (ныне Посьет), в котором был высажен лейтенант Павел Назимов с подчинёнными. В июле того же года, после окончания переговоров, посты Владивосток и Новгородский были официально основаны под командованием штабс-капитана Ивана Черкавского. В мае 1861 года из Новгородского поста Черкавский направил 7 солдат 3-й роты 4-го Восточно-Сибирского линейного батальона для строительства станции в бухте Туламу для поддержания сухопутной и морской связи между постами Новгородским и Владивосток. Доставку солдат и грузов осуществил клипер «Наездник», в честь которого названа северная бухта Славянского залива.

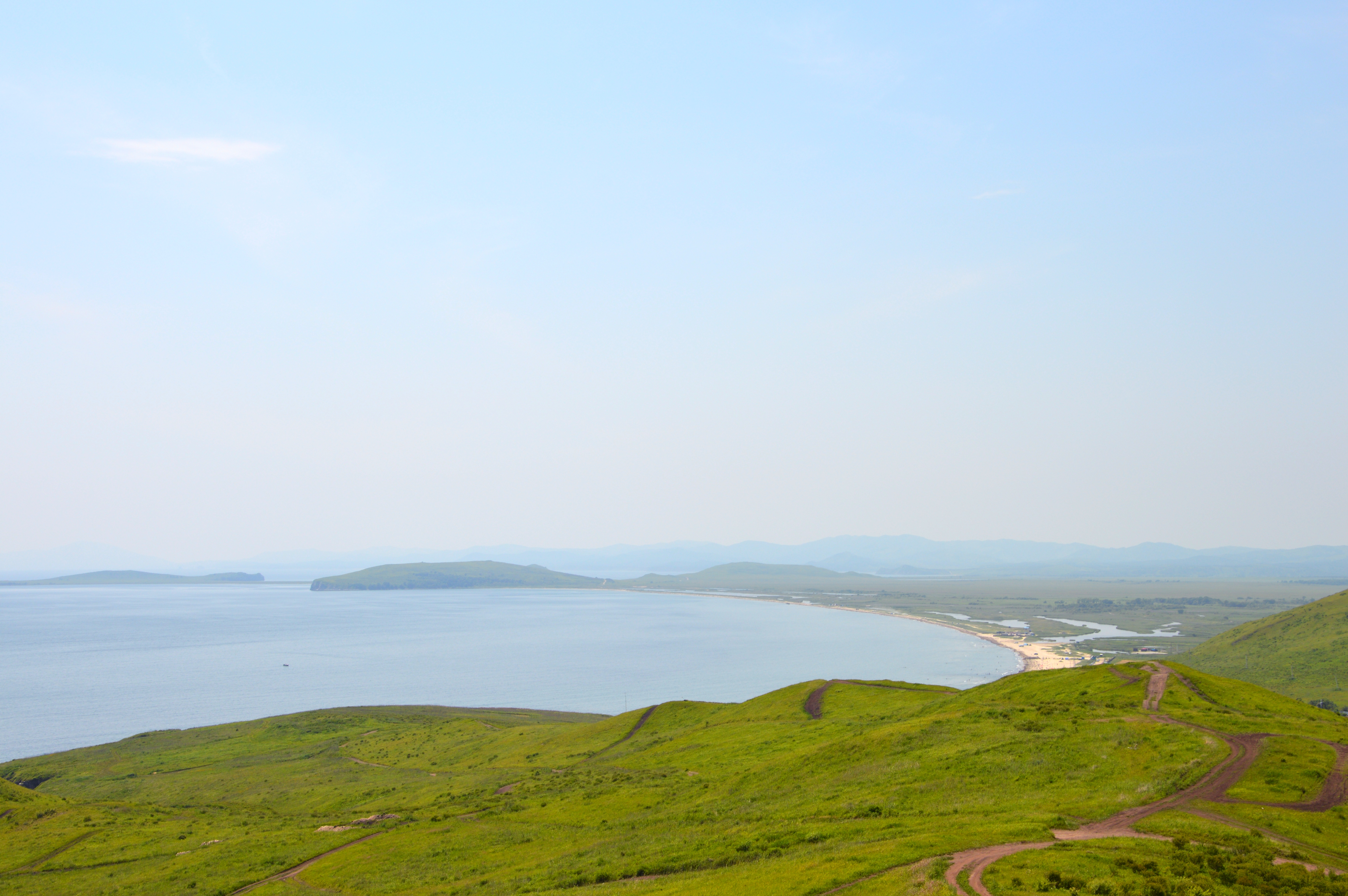
Бухта Баклан (бухта Бойсмана) и муниципальный пляж Маньчжурка

4 января 1926 года был образован Славянский сельский совет, Славянка стала центром вновь образованного Посьетского района, в 1927 году он присоединил прилагаемые земли к Славянке — это Наездник, д. Мостовую, Нерпу и Весёлую поляну.
Своё название «Весёлая поляна» получила из-за латышей, основных жителей Весёлой поляны. Они любили повеселиться и, скучая по своей Родине, устраивали у подножья сопки Любви (в народе — Дунькин пуп) празднования традиционного праздника Лиго (день Ивана Купала) — весёлые гулянья с кострами, хороводами, песнями. Все жители Славянки стекались тогда к ним на народные гулянья.
29 апреля 1943 года Славянке был присвоен статус посёлка городского типа.
В 1960 году был организован звероводческий совхоз «Славянский», основным направлением которого было заготовление шкурок норки и пантов пятнистого оленя. Его продукция шла на экспорт. Зверосовхоз неоднократно поощрялся вымпелами РК КПСС, почётными грамотами, переходящими Знамёнами.
С начала 1960-х годов в посёлке дислоцировался 390-й отдельный полк морской пехоты Тихоокеанского флота.
В конце 1960-х годов было организовано ПСМО-8, которое сыграло большую роль в строительстве Славянки (в частности, были построены жилые дома, школы, детские сады), а в 1970-х приняло участие в строительстве объектов судоремонтного завода.

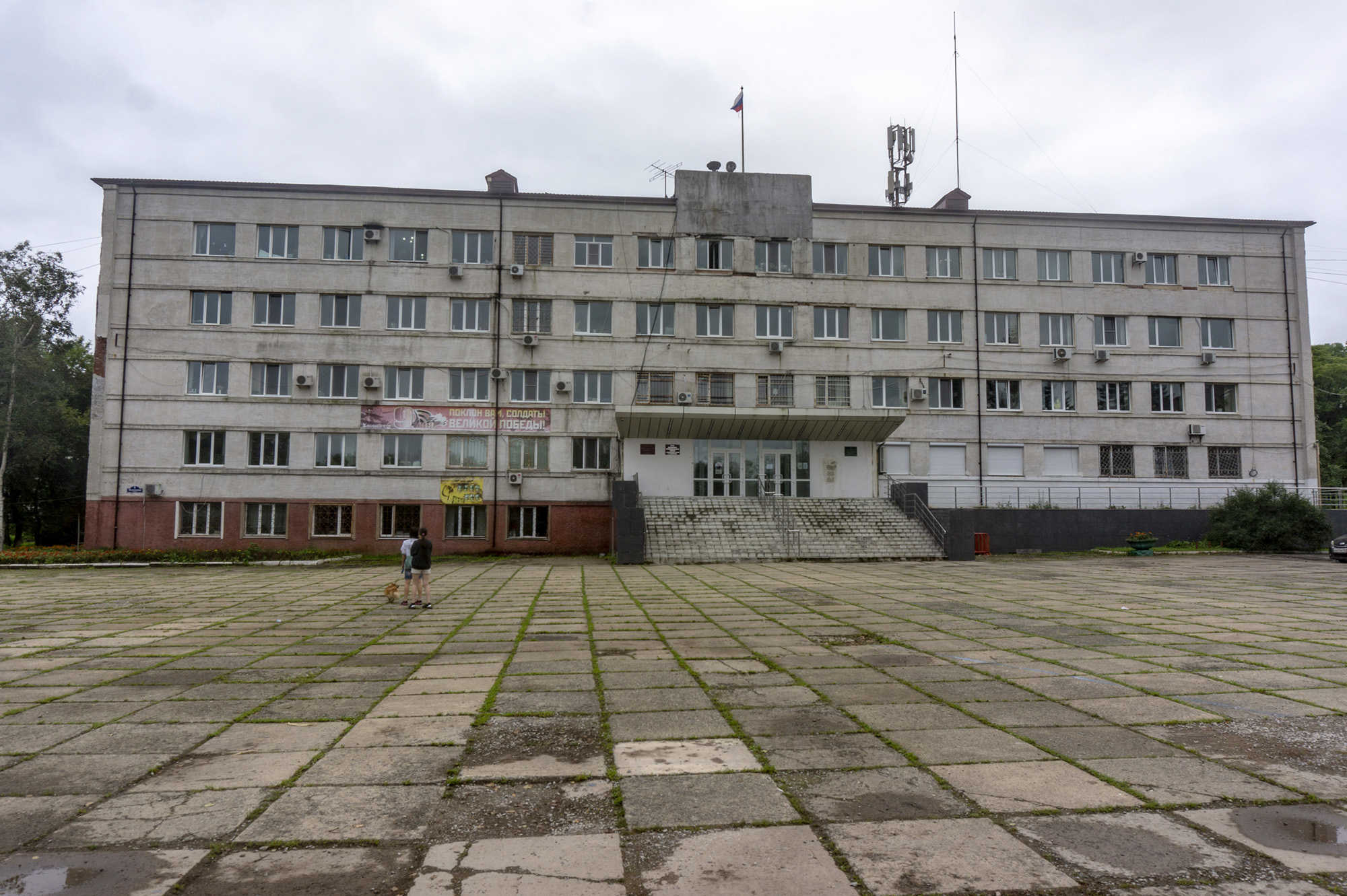
Здание администрации Славянки

Своё развитие Славянка получила в 70-е годы XX века, когда было начато строительство судоремонтного завода на базе плавмастерских, по постановлению Совета Министров СССР от 4 января 1965 года. Для его строительства была создана дирекция и определён генеральный подрядчик — трест «Дальморгидрострой» из Находки. Директором завода назначен Ф. Д. Карамушко, главным технологом Н. П. Толкушев, а главным механиком Г. В. Щеголев. К этому времени в Славянку уже прибыли первостроители.
К 1970 году плавмастерские уже реорганизовали в судоремонтный завод, и вновь вводимые мощности поступали на баланс завода. Параллельно руководство завода занялось благоустройством посёлка, созданием предприятий быта, торговли и обслуживания. 4 ноября в плавучий док завода был введён океанский пароход «Каменец-Подольский». Это событие стало важной вехой для судоремонтников.
В октябре 1971 года Славянка вновь стала центром района.
В 1972 году появился участок судостроения, завод получил заказ на серийную постройку самоходных барж типа «Восток». К 1990-м годам заводской комплекс уже был способен обеспечить ремонт более 30 типов судов, в том числе линейных ледоколов. За 20 лет работы коллективу завода три раза вручалось переходящее Красное Знамя ЦК КПСС, Совета Министров СССР, ВЦСПС и ЦК ВЛКСМ, 14 раз переходящее Красное Знамя профсоюза Морского и речного флота. Сам завод более 26 раз занимал призовые места в социалистическом соревновании среди родственных предприятий.
С 1 января 2006 года, в соответствии с Федеральным законом РФ от 6 октября 2003 года № 131-ФЗ «Об общих принципах организации местного самоуправления в Российской Федерации», является центром Славянского городского поселения и Хасанского муниципального района.

## Климат
- Среднегодовая температура воздуха — 6,8 градуса
- Относительная влажность воздуха — 63,2 %
- Средняя скорость ветра — 4,8 м/с

Климат Славянки, как и всего Южного Приморья ярко выраженный муссонный. Характерна практически бесснежная солнечная зима и тёплое влажное лето.
| Показатель                                 | Янв.  | Фев.  | Март  | Апр. | Май  | Июнь | Июль | Авг. | Сен. | Окт. | Нояб. | Дек. | Год  |
| ------------------------------------------ | ----- | ----- | ----- | ---- | ---- | ---- | ---- | ---- | ---- | ---- | ----- | ---- | ---- |
| Абсолютный максимум, °C                    | 7,0   | 8,4   | 13,6  | 24,3 | 27,0 | 30,7 | 30,6 | 32,6 | 28,7 | 23,3 | 17,6  | 9,3  | 32,6 |
| Средний суточный максимум, °C              | −6,3  | −3,2  | 2,5   | 9,6  | 14,7 | 18,7 | 21,9 | 23,3 | 19,7 | 13,3 | 4,7   | −2,8 | 9,8  |
| Средняя температура, °C                    | −8,5  | −6    | −0,1  | 6,5  | 11,4 | 15,6 | 19,2 | 20,7 | 17,1 | 10,4 | 1,7   | −6,1 | 6,8  |
| Средний суточный минимум, °C               | −12,6 | −9,1  | −2,9  | 3,2  | 8,2  | 12,7 | 16,7 | 18,3 | 14,4 | 7,7  | −0,9  | −9,1 | 4,0  |
| Абсолютный минимум, °C                     | −24   | −23,5 | −15,8 | −3,3 | −0,1 | 5,1  | 8,9  | 12,3 | 5,6  | −3,2 | −16,3 | −21  | −24  |
| Норма осадков, мм                          | 28    | 22    | 30    | 41   | 72   | 104  | 150  | 131  | 97   | 49   | 42    | 30   | 796  |
| Источник: Метеостатистика Приморского края |       |       |       |      |      |      |      |      |      |      |       |      |      |

## Население
| 1897    | 1907    | 1915    | 1926    | 1959    | 1970    | 1979    |
| ------- | ------- | ------- | ------- | ------- | ------- | ------- |
| 999     | ↗1908   | ↘300    | ↗622    | ↗3514   | ↗6437   | ↗11 475 |
| 1989    | 1993    | 2002    | 2005    | 2006    | 2009    | 2010    |
| ↗17 325 | ↗18 000 | ↘15 045 | ↘14 727 | ↘14 597 | ↘14 372 | ↘14 036 |
| 2011    | 2012    | 2013    | 2014    | 2015    | 2016    | 2017    |
| ↘14 021 | ↘13 613 | ↘13 303 | ↘12 913 | ↘12 675 | ↘12 518 | ↘12 314 |
| 2018    | 2019    | 2020    | 2021    | 2023    | 2024    |         |
| ↘12 108 | ↘11 890 | ↘11 850 | ↘10 895 | ↘10 627 | ↘10 462 |         |

Население по переписи 2002 года составило 15 045 человек, из которых 48,3 % мужчин и 51,7 % женщин.

## Административное устройство
Бо́льшая часть жителей Славянки проживают в посёлке городского типа, меньшая — живёт в нескольких посёлках-спутниках: Славянка-2 («старая Славянка»), Славянка-3 (посёлок Нерпа), Славянка-4 (рыбколхоз «Рыбак», бухта Наездник), а также в двух коттеджных городках, построенных в 1990-е годы: Морской Бульвар и Весёлая Поляна.
«Новая» Славянка — это расположенный на расстоянии 1,5 км от «старой Славянки» посёлок городского типа, построенный как жилая зона Славянского судоремонтного завода (Первый микрорайон, 1968—1973 гг) и Второй микрорайон (1973—1980 гг). В распадке между двумя микрорайонами «новой» Славянки расположены здания администрации, почтовый узел, ОАО «Электросвязь», центр культуры, кинотеатр, музей и парк. 1971 год — это дата официального рождения «новой» Славянки, в тот год она стала административным центром Хасанского района (до 1971 года райцентром было Краскино). Второй микрорайон продолжал строиться вплоть до середины 1980-х годов. Во Втором микрорайоне менее развита инфраструктура, без озеленения.
Население Славянки сформировалось за счёт постепенного переселения сельских жителей в «центральное» село сельсовета Славянка с 1927 по 1938 год и небольшого миграционного потока в 1938—1943 году (строительство железнодорожного посёлка).
К северу от «старой» Славянки расположен небольшой рыбколхоз Рыбак (исторически — село Наездник в одноимённой бухте), или Славянка-4, а к востоку от «новой» на мысе Брюса — посёлок Нерпа, или Славянка-3, в посёлках находятся рыбообрабатывающие предприятия.

## Социальная и культурная жизнь

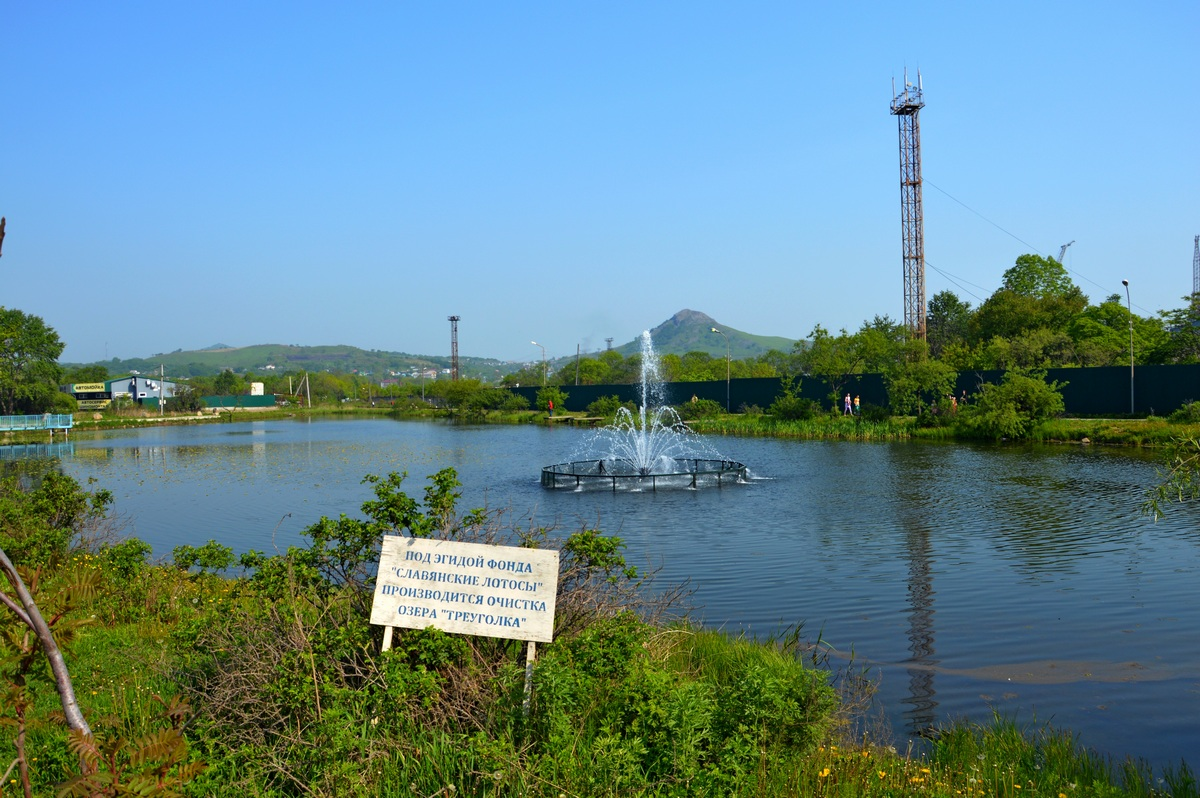
Озеро Треуголка

В посёлке расположены филиал Дальрыбвтуза, 3 средние школы, в том числе частная, районная библиотека, районный дом культуры и районный краеведческий музей.
Действует ряд любительских клубных объединений:
- Военно-патриотический клуб «Держава», детско-юношеская организация казачьего происхождения в Приморье.
- Клуб парусного спорта «Надежда», гребля на байдарках и каноэ.
- Клуб военно-исторического стендового моделирования.
- Конноспортивный клуб «Ветер в гриве» («Рыжий конь»).
- Ежегодно в бухте Баклан в августе проходит фестиваль авторской песни «Славянский Берег». На протяжении трёх конкурсных дней участники фестиваля живут в палаточном городке на пляже Маньчжурка рекреационной зоны «Мыс Брюса — мыс Нерпа».

## Экономика
До начала 2000 годов посёлок был специализирован преимущественно на рыбообработке и судоремонте (Славянский СРЗ — градообразующее предприятие), а также — на обслуживании воинских частей (6 военных городков). В социальном составе резко преобладали рабочие. В начале девяностых годов произошло сокращение занятых на заводе (в 3-4 раза), военнослужащих, и начался массовый отток малоимущего населения во Владивосток, Уссурийск и другие города.
Именно в этот период началось становление малого предпринимательства и зарождение организаций, которые стали создавать рабочие места, дабы избежать повального оттока населения в города на заработки.
Одной из таких организаций стало ЗАО «Востокбункер», образованное в 1994 году на базе котельной и нефтехранилища Славянского судоремонтного завода. ЗАО «Востокбункер» создавалось как морская нефтебаза для перевалки нефтепродуктов, доставляемых по железной дороге, на морские суда и отправки по программам обеспечения топливом Северных районов Дальнего Востока России. С момента основания ЗАО «Востокбункер» успешно развивало и модернизировало производство. К настоящему времени предприятие стало крупнейшим в Хасанском районе. Сейчас нефтебаза в Славянке является третьим по объёму перевалки на Дальнем Востоке нефтяным терминалом. В настоящее время компания, используя прямое автомобильное и железнодорожное сообщение с китайской провинцией Цзилинь и заходы в Славянку контейнеровозов, обслуживающих международные транспортные коридоры, налаживает транзитную перевалку коммерческих грузов из северо-восточных провинций КНР конечным грузополучателям в США и Европе.
На сегодняшний момент большую часть экономического сегмента представляет сфера услуг разнообразные торговые центры, салоны, магазины и т. д.
Среди крупных и стабильных организаций можно выделить «Холдинг Альмега», который представлен широким спектром розничной торговли: это и продукты питания, и бытовая техника и электроника, мебель. Сеть аптек. Вывоз твёрдых бытовых отходов, производство хлебобулочных и кондитерских изделий. Капитальное строительство. Сельское хозяйство, природные ресурсы, ВЭД. Одним из последних предприятий, вошедших в холдинг, стала «Славянская пицца» представляющая собой ресторан и кафе быстрого питания.
Другим крупным предприятием является ООО «Автосервис», работающее в сфере оказания услуг при ремонте автотранспорта и обеспечения автозапчастями, а также в сфере оказания розничной торговли продуктов питания и ресторанного бизнеса.
Среди производственных предприятий следует отметить ЗАО «АПК Славянский-2000», занимающийся изготовлением консервов из рыбы и морепродуктов, переработкой давальческого сырья, изготовлением и упаковкой мороженных морепродуктов, изготовлением сушёной рыбы и морепродуктов, услуга по хранению мороженой продукции.
ООО Стивидорная компания «Славянский лесной терминал» является представителем устоявшегося бизнеса, который представляет собой услуги по перевозке грузов по территории Дальневосточного региона, России в целом и в международном сообщении (экспорт-импорт) пиломатериалов, круглого леса, щепы, автомобильной техники, цемент, перевалка грузов в порту (стивидорские услуги).

## Космическая деятельность
Славянский СРЗ является местом базирования стартового комплекса Sea Launch компании S7. Прибытие из порта Лос-Анджелес 17 марта 2020 года.

## Достопримечательности

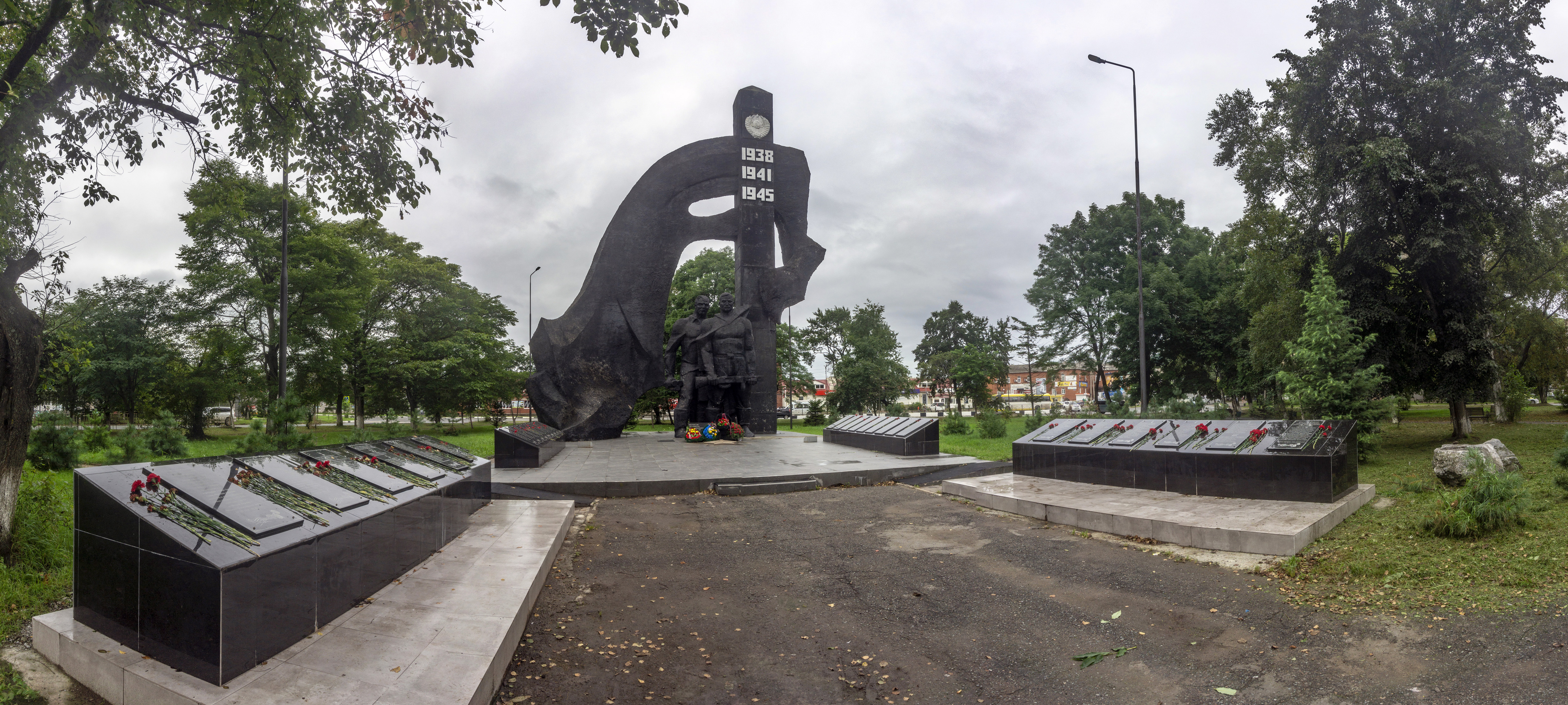
Мемориал «Память» с памятником «Героям Хасана»

- Мемориал «Память» с памятником «Героям Хасана». 1938, 1941, 1945 годы. Северный сквер центральной площади.
- Могила начальника погранзаставы «Славянка-Сухопутная» Павла Романовича Патракова. 1929 год. Вершина сопки Любви.
- Памятник участнику Первой чеченской кампании генерал-майору В. С. Холоду. Восточный участок центральной площади.
- Памятный знак «Славянка», на въезде в посёлок.
- Монумент памяти А. Г. Гарченко, 1945 год.
- Монумент памяти воинов 390-го полка морской пехоты, погибших в Чечне.
- Памятник в честь 30-летия полка морской пехоты (БТР на каменном постаменте). В связи с расформированием воинской части памятники с её бывшей территории убраны.
- Памятник в честь 40-летия полка морской пехоты (БМП на каменном постаменте). В связи с расформированием воинской части памятники с её бывшей территории убраны.
- Маяк Бюссе, 1911 год. В 9 км восточнее посёлка на мысе Брюса.
- Братская могила пяти матросов бронепалубного крейсера «Богатырь» Владивостокского отряда кораблей. 1904 год. Район мыса Брюса, в 9 км от посёлка. Существование захоронения опровергается данными Российского государственного архива военно-морского флота (РГАВМФ), во время выброса крейсера «Богатырь» на скалы мыса Брюса потерь среди членов экипажа корабля не было.[28]
- Мемориальный танк МС-1 (Т-18), 1930—1938 годы. Северо-западная часть фасада Хасанского районного краеведческого музея[29].
- Озеро «Треуголка» с лотосами.

## Отдых
К югу от посёлка Славянка расположены песчаные пляжи и речные лагуны бухты Баклан и бухты Бойсмана. Температура воды в июле-августе достигает 25-28 °С. На берегах бухт находятся места летнего отдыха дальневосточников. К северу от посёлка находится бухта Наездник, к востоку — полуостров Брюса.
От начала полуострова Брюса до полуострова Нерпа в южной части бухты Баклан располагается рекреационная зона «Мыс Брюса — мыс Нерпа», с центром в муниципальном пляже Маньчжурка. Центральная часть рекреационной зоны быстро застраивается базами отдыха, крупнейшая из которых — круглогодичная база «Гостиничный комплекс „Тёплое море“» с двумя гостиничными корпусами, расположена на полуострове Брюса.
В центральной части, в непосредственной близости муниципального пляжа Маньчжурка — около десятка баз, крупнейшая — база «Елена» также с круглогодичными корпусами.
Долина реки Пойма — к югу от застроенной территории — ландшафтный памятник (лагунно-эстуарный комплекс) с дюнами, пойменными озёрами и речными старицами (историческое наименование Адими). Зона эстуариев рек Адими (Пойма) и озера Рязановское — это территория самых первых обнаруженных неолитических культур «ракушечных куч» — бойсмановской культуры, австронезийского происхождения (около 3 тысячелетия до нашей эры). Территория Адими и сегодня отличается очень высокой биологической продуктивностью.
Далее к югу, в южной части бухты Бойсмана, расположен второй массив застройки летними базами отдыха.
Острова Антипенко и Сибирякова — достопримечательность туризма в районе п. Славянка. Здесь на кекуре Колонна пасётся стадо пятнистого тюленя (ларга, нерпа), который размножается на расположенных поблизости заповедных островах Римского-Корсакова (Дальневосточный морской заповедник).